# Managundi, Dharwad
Managundi là một làng thuộc tehsil Dharwad, huyện Dharwad, bang Karnataka, Ấn Độ.